# Forte Guanabara
O Forte Guanabara localizava-se ao lado da ponta do Anel, fronteiro à ilha de Cotunduba, no atual bairro do Leme, Zona Sul da cidade e no litoral do estado do Rio de Janeiro, no Brasil.

## História
De acordo com SOUZA (1885), o Vice-rei D. Luís de Almeida Portugal (1769-1779), fez levantar várias fortificações para a defesa ao sul da barra da baía de Guanabara, reforçadas à época da Independência do Brasil (1822). Na praia de Copacabana relaciona os seguintes pontos: o desfiladeiro do Leme, o forte abaixo deste desfiladeiro, a ponta da Vigia, e a ponta do Anel. Todos estes pontos teriam sido desarmados e desguarnecidos durante o Período Regencial (op. cit., p. 112), através do Decreto de 24 de Dezembro de 1831.
No contexto da Questão Christie (1862-1865), o mesmo autor informa que, em 1863, foram projetadas e tiveram início, duas obras aos lados da ponta do Anel:
- uma com o nome "Guanabara" (Forte Guanabara), fronteira à ilha de Cotunduba, onde existiam vestígios de antigas trincheiras, destinada a cruzar fogos com a Fortaleza de Santa Cruz da Barra; e
- outra no lugar da antiga Vigia ou Espia (Forte da Ponta da Vigia), para varrer com a sua artilharia a "extensa praia" (atuais praia do Leme e de Copacabana). A fortificação do Leme, efetivamente, encontra-se relacionada entre as defesas do setor Sul ("Fortificações de Copacabana") no "Mapa das Fortificações e Fortins do Município Neutro e Província do Rio de Janeiro" de 1863, no Arquivo Nacional (CASADEI, 1994/1995:70-71).

Ambas as obras haviam sido suspensas, defendendo o autor, à época (1885), a sua conservação, retomada e conclusão (op. cit. p. 112).
Parece correto considerar que o chamado Forte Guanabara fosse parte integrante do reforço das obras de defesa do Forte da Vigia (vedando-lhe o acesso marítimo pela retaguarda) no contexto da Questão Christie, abandonadas logo após por restrições orçamentárias.